# Змей Плискин
С. Д. Боб (Змей) Плискин (англ. S.D. "Snake" Plissken) — главный персонаж фильмов «Побег из Нью-Йорка» и «Побег из Лос-Анджелеса». Его создатели — режиссёр Джон Карпентер и сценарист Ник Касл, а роль исполнил Курт Рассел. Змей, являющийся антигероем, бывший оператор спецназа, герой Третьей мировой войны, ставший преступником. В фильмах рассказывается о его задержании полицией и последующем призыве на военную службу для извлечения сверхсекретных материалов из Нью-Йорка и Лос-Анджелеса, которые в этой мрачной обстановке были полностью превращены в тюрьмы строгого режима.

## Биография

### Происхождение
«Змей» Плискин — бывший лейтенант армии США, служивший в подразделении спецназа «Чёрный полёт» (о котором говорит Боб Хоук в «Побеге из Нью-Йорка»), награждённый двумя «Пурпурными сердцами», и самый молодой человек, награждённый президентом США за храбрость во время кампаний в Ленинграде и Сибири в Третьей мировой войне против бывших советских альянсов и Евразийского объединённого военного союза.
Некоторое время спустя он обратился к преступной жизни из-за предполагаемого предательства правительством Соединённых Штатов во времена «Ленинградской Руси» (когда он потерял левый глаз) и когда его родители были заживо сожжены в своём доме полицией США — события, описанные в романе Майка МакКуэя «Побег из Нью-Йорка». Он путешествовал со своим военным сослуживцем и единственным другом, Биллом Тейлором. Плискин познакомился с Гарольдом Хеллманом (позже известным как «Мозг») и Бобом («Фресно Боб»). В Канзас-Сити примерно в 1993 году Хеллман, по-видимому, позволил полиции США загнать Плискина и Фресно Боба в угол, после чего Фресно Боб был жестоко замучен и убит садистскими сотрудниками полиции США.
После смелого побега из Нью-Йорка Плискин оказывается в Кливленде, где встречает двух новых соучастников: Джека «Домкрата» Мэлоуна (позже известного как Херш Лас-Пальмас) и Майка «Техаса Майка» О’Шея. Впоследствии Техас Майк убит, а Домкрат пойман. Плискину удаётся сбежать и он направляется на территорию Соединённых Штатов в Нью-Вегасе, Таиланд. Там он работает киллером на того, кто больше заплатит за его услуги. Но его снова задерживает полиция США и отправляет в тюрьму острова Лос-Анджелес, называемую «Остров проклятых».
В результате инцидента в Канзас-Сити в преступном сообществе было широко распространено мнение, что Плискин мёртв. Повторяющаяся шутка в «Побеге из Нью-Йорка» — «Я слышал, что ты мёртв» — дань уважения фильму Джона Уэйна «Большой Джейк». В «Побеге из Лос-Анджелеса» эта шутка заменена на «Я думал, ты выше ростом».
У Плискина есть татуировка кобры на животе. Он владеет боевыми искусствами благодаря военной подготовке.

### Личность
Плискин показан очень циничным и готовым на всё, чтобы выжить. Многие часто отмечают, что он в некотором роде человеконенавистник. Он лаконичен, говорит полушёпотом (за что, вероятно, и получил своё прозвище), суров в своей речи, немногословен, у него нет ничего святого и важного для него. Однако он придерживается негласного кодекса чести.
Он часто проявляет хладнокровие и рассудительность в крайне стрессовых ситуациях. Хотя он убивает без угрызений совести и колебаний, он не убивает ради развлечения или когда в этом нет необходимости. Он также известен своим остроумием и чёрным юмором.

## Появления

### Фильм«Побег из Нью-Йорка»
Плискин (Курт Рассел) был арестован в 1997 году после проникновения в Федеральный резерв США в Денвере, штат Колорадо. Его приговорили к пожизненному заключению в тюрьме строгого режима в Нью-Йорке, занимающую весь остров Манхэттен, который был окружён неприступной 15-метровой стеной, а затем брошен и впал в анархию. В это время самолёт Air Force One был угнан и врезался в Манхэттен, а Президент США (Дональд Плезенс) захвачен Герцогом Нью-Йорка (Айзек Хейз), фактическим лидером заключённых. Боб Хоук (Ли ван Клиф), комиссар полиции Нью-Йорка, предлагает Плискину полное помилование за все преступные действия, которые он совершил в Соединённых Штатах, если он спасёт Президента. У Президента имеется техническая информация, которая позволит США быть доминирующей мировой державой, но через 24 часа она станет бесполезной. Хоук добился соблюдения установленных сроков, имплантировав микроскопические взрывные капсулы в сонные артерии Плискина, которые должны были взорваться в установленный срок. Плискин спас Президента с помощью Гарольда Хеллмана (Гарри-Дин Стэнтон) (теперь известного как Мозг и работающего на Герцога Нью-Йорка), Мэгги (Эдриенн Барбо) и водителя такси по прозвищу Кэбби (Эрнест Боргнайн). Только Плискин и Президент пережили побег. Когда Президент начал своё выступление по радио, Плискин, которому противно отсутствие сожаления у Президента о людях, погибших, чтобы вытащить его, ушёл, намеренно уничтожив критическую по времени информационную ленту.

### Комикс«Приключения Змея Плискина»
В январе 1997 года «Marvel Comics» выпустила ваншот «Приключения Змея Плискина». История происходит где-то между «Побегом из Нью-Йорка» и до его знаменитого побега из Кливленда, упомянутого в «Побеге из Лос-Анджелеса». Плискин украл из Центров по контролю за заболеваниями в Атланте некоторые метавирусы и ищет покупателей в Чикаго. Оказавшись в сделке, которая на самом деле является подстроенной, он сбегает и мстит покупателю за то, что тот сдал его полиции США. Тем временем правительственная лаборатория построила робота под названием A.T.A.C.S. (Автономная система слежения и борьбы), который может ловить преступников, запечатлевая их личности в своей программе, чтобы предсказывать и предугадывать каждое движение конкретного преступника. Первым подопытным робота является злейший враг Америки — Змей Плискин. После короткой битвы ситуация изменилась, когда A.T.A.C.S. копирует Плискина до такой степени, что полностью становится его личностью. Теперь, признав правительство врагом, A.T.A.C.S. на одной стороне со Змеем. Но Плискин не рад такому развитию дел и уничтожает робота. Когда A.T.A.C.S. отключается, он спрашивает его: «Почему?». Плискин уходит, отвечая: «Мне не нужна конкуренция».

### Комикс«Хроники Джона Карпентера о Змее Плискине»
«Хроники Джона Карпентера о Змее Плискине» — мини-серия комиксов из четырёх частей, выпущенная в 2003 году «CrossGen» и «Hurricane Entertainment». Действие происходит на следующее утро после событий в «Побеге из Нью-Йорка». После помилования Плискин получает военный автомобиль Хамви и направляется в Атлантик-Сити. Несмотря на то, что в режиссёрской версии «Побега из Нью-Йорка» показывается, что Плискин был пойман после ограбления банка, в этой истории Змей завершает второе ограбление, которое было запланировано ещё до его поимки. Работа заключается в угоне машины, в которой был убит Джон Кеннеди, из казино, а затем доставке её покупателю на яхте в заливе. Работа связана с партнёрством Плискина с человеком по имени Маррс, который в итоге дважды предаёт его. Брошенного умирать Плискина, тонущего в клетке с крабами, спасает проходящий мимо рыбак по имени капитан Рон. Когда Рон отклоняет просьбу Плискина использовать его лодку, чтобы разобраться с Маррсом до ограбления, Змей решает убить его. Но когда Плискин спасает Рона от русской мафии, требующей от него денег, Рон меняет своё мнение и помогает Змею. Оказавшись в казино, Плискин сталкивается лицом к лицу с Маррсом и его людьми, что приводит к перестрелке. Плискин ускользает с автомобилем и актрисой, изображающей Джеки Кеннеди, а Маррса ловит владелец казино, который заключает с ним сделку, чтобы тот вернул его машину. После некоторых проблем Плискину удаётся наконец-то доставить машину к яхте покупателя, после чего на него нападает Маррс. После перестрелки яхта и машина уничтожены, Маррс и капитан Рон мертвы, а Плискин сбегает на вертолёте с 30 миллионами кредитов, причитающихся ему за работу. Комикс написал Уильям О’Нилл, иллюстрировал Тоун Родригес и отредактировала Джан Утстайн-О’Нилл.

### Фильм«Побег из Лос-Анджелеса»
Спустя шестнадцать лет после «Побега из Нью-Йорка», Плискин снова попадает в подобную ситуацию, поскольку история начинается с сюжетной линии, аналогичной той, что использовалась в первом фильме. На этот раз Плискин вынужден украсть пульт дистанционного управления, который управляет серией спутников, расположенных по всему миру и способных нейтрализовать любые электронные устройства, вплоть до батареек, в любом месте на планете, используя сфокусированный электромагнитный импульс. Пульт был где-то в Лос-Анджелесе. Город отделился от материка из-за землетрясения в августе 2000 года и стал островом, отдельным от Соединённых Штатов, которые превратились в тоталитарное теократическое полицейское государство. Плискину пришлось забрать чёрный ящик, с которым дочь Президента (Клифф Робертсон), Утопия (Эй-Джей Лангер), отправилась в Лос-Анджелес. Президент заявляет, что ему всё равно, вернут её или убьют, поскольку она предательница его страны. Плискин сначала отказывается, но после инъекции вируса «Плутоксин 7» — что приведёт к его смерти через десять часов — соглашается. Плискин забирает чёрный ящик и, кажется, возвращает его Президенту. Однако, когда Президент пытается активировать его, он узнаёт, что это не настоящий чёрный ящик. Плискин сообщает, что он заменил его подделкой, и тут же использует код «666», чтобы «уничтожить все технологии» в мире, отбросив человечество назад в техническом развитии до уровня, предшествующего эпохе электричества.

## Отменённые проекты

### Телесериал
В июле 2000 года компания «Tribune Entertainment» объявила о планах экранизации «Побега из Нью-Йорка» в виде телесериала. Однако он был отменён в сентябре 2001 года из-за терактов в Нью-Йорке.

### Проект «Хроники Змея Плискина»
Наряду с комиксом были анонсированы и другие проекты «Хроник Змея Плискина». Было объявлено о выпуске видеоигры, произведённой «Namco», но позже она была отменена, возможно, из-за смерти Дебры Хилл. Компания «Production I.G» также собиралась создать аниме-фильм, как сообщалось, на основе концепции «Побега с Земли», задуманной Джоном Карпентером и Куртом Расселом, но эта задумка также так и не была реализована. Карпентер и Рассел должны были быть исполнительными продюсерами, а Рассел — голосом и прообразом Змея Плискина.

### Фильм «Побег с Земли»
В 2000-х годах было предложено второе продолжение, которое Карпентер и Рассел часто упоминали в интервью перед выпуском «Побега из Лос-Анджелеса». После того, как «Побегу из Лос-Анджелеса» не удалось окупиться, проект так и не был реализован.
В августе 2006 года в Интернете распространился слух о том, что проект активно реализуется «Paramount Pictures» при участии Рассела, но оказалось, что слух не соответствует действительности.

### Фильм «Побег с Марса»
В 1996 году сценарий к фильму «Призраки Марса» изначально начинался как потенциальное продолжение истории Змея Плискина. История, озаглавленная как «Побег с Марса», во многом была бы такой же, однако после того, как «Побег из Лос-Анджелеса» не принёс больших кассовых сборов, студия не захотела снимать ещё один фильм о Плискине. Затем Змей Плискин был заменён на «Джеймса „Опустошение“ Уильямса», и студия также настояла на том, чтобы роль досталась Айс Кьюбу.

## Возможные будущие проекты
13 марта 2007 года было объявлено, что Джерард Батлер сыграет роль Змея Плискина в ремейке «Побега из Нью-Йорка». Курт Рассел, как и многие фанаты, этого не одобрил.
По состоянию на июнь 2008 года ходили слухи, что проект продолжится с Джошем Бролином в роли Змея Плискина. 12 октября 2015 года компания «20th Century Fox» наняла создателя сериала «Лютер» Нила Кросса, как было объявлено, чтобы написать сценарий фильма. В марте 2017 года было объявлено, что режиссёром фильма станет Роберт Родригес. В феврале 2019 года появились новые разработки, когда Ли Уоннелл был нанят для написания нового сценария с возможностью заменить Родригеса на посту режиссёра.

## Отсылки в других произведениях
- В видеоигре «Metal Gear Solid 2: Sons of Liberty» Солид Снейк использует псевдоним «Ирокез Плискин» при первой встрече с Райденом. Персонаж Солид Снейка также был сильно вдохновлён Змеем Плискином[17]. По сообщениям, во время разработки «Metal Gear Solid 3: Snake Eater» Курту Расселу предложили роль Нейкид Снейка (Голый Змей) — генетического прародителя Солид Снейка, также известного как Биг Босс — но Рассел отказался[18].
- В видеоигре «Bubsy 3D» в одной сцене персонаж Бабси появляется, одетым как Змей Плискин[19].